# Deryck Cooke
Deryck Cooke (Leicester, 14 september 1919 - Croydon, 26 oktober 1976) was een Brits musicoloog.
Hij studeerde aan de Cambridge University en werkte twee perioden voor de muziekafdeling van de BBC (1947-1959 en 1965-1976). Zijn grootste bijdrage aan de klassieke muziek is het gereedmaken voor uitvoering van de schetsen van de 10e symfonie van Gustav Mahler. Hij werkte daarin eerst samen met dirigent en componist Berthold Goldschmidt en later met Colin Matthews en David Matthews (broers en beide Britse componisten). Zijn bewerking van symfonie nr. 10 (Mahler) wordt door velen als de "definitieve" beschouwd, aangezien er sindsdien meerdere uitvoeringen en opnamen hebben plaatsgevonden. Met name de dirigenten Simon Rattle en Riccardo Chailly zijn pleitbezorgers van deze versie. Cooke zelf heeft altijd benadrukt dat hij slechts een uitvoeringsversie gemaakt heeft, zonder de pretentie dat iemand dit werk ooit zou kunnen "voltooien".
Andere werken van hem zijn:
- The language of music (boek 1959);
- An Introduction to “Der Ring des Nibelungen” (audio, met delen van de uitvoeringen o.l.v. Georg Solti);
- I saw the world end: A study of Wagner’s Ring (niet voltooid);
- Vindications: Essays on Romantic Music (postuum verschenen verzameling van essays and scripts voor uitzending).

- Bibsys: 90388677
- Biblioteca Nacional de España: XX873088
- Bibliothèque nationale de France: cb12206091c (data)
- CiNii: DA05195326
- Gemeinsame Normdatei: 122916549
- International Standard Name Identifier: 0000 0001 0935 8349
- Library of Congress Control Number: n81048009
- MusicBrainz: 6921bcd4-4724-4220-9409-d3243b284294
- Nationale Bibliotheek van Tsjechië: xx0088255
- Nationale bibliotheek van Australië: 35030860
- Nationale Bibliotheek van Israël: 987007259893505171
- Nationale en Universitaire bibliotheek Zagreb: 000338738
- Nederlandse Thesaurus van Auteursnamen: 068322070
- Réseau des bibliothèques de Suisse occidentale: 02-A003133258
- Istituto Centrale per il Catalogo Unico: CFIV000854
- Système universitaire de documentation: 030696607
- Virtual International Authority File: 111600209
- WorldCat: E39PBJr7VVmypVCxjT7wMBTCQq